# نوکیا ان۹

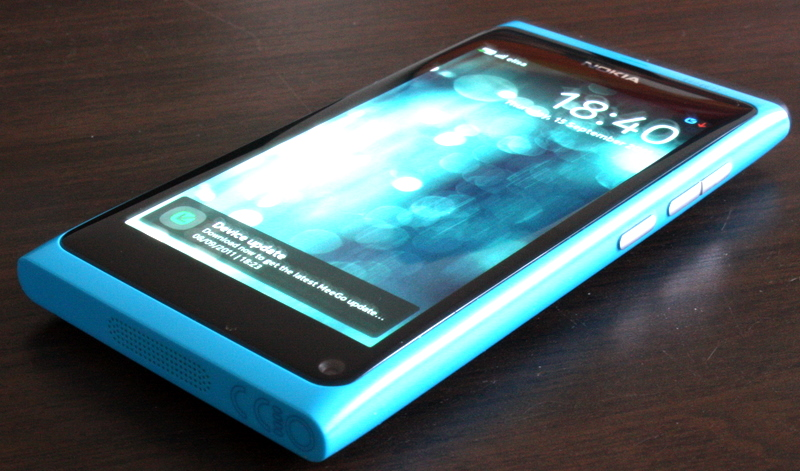
تصویر گوشی نوکیا ان9 رنگ آبی

نوکیا ان۹ (به انگلیسی: Nokia N9) یک گوشی هوشمند از سری ان شرکت نوکیا است.
این گوشی دارای سیستم عامل می‌گو و پردازندهٔ ۱ گیگاهرتزی همراه با ۱ گیگابایت حافظهٔ رم است. ان۹ تنها گوشی نوکیا است که با سیستم عامل می‌گو به بازار عرضه شده است.
در رابط کاربری ان۹ هیچ دکمه سخت‌افزاری نیاز نیست. سرعت بالا و قدرت پردازش از دیگر ویژگی هایست که علاوه بر سیستم عامل میگو آنرا از گوشی‌های دیگر نوکیا ممتاز ساخته است.
می‌توان کم بودن برنامه برای سیستم عامل می‌گو را اصلی‌ترین عامل شکست این گوشی در بازار فروش برشمرد.
1. این گوشی فقط از سیم کارت میکرو استفاده می‌کند
2. خروجی تلویزیون
3. دارای دالبی دیجیتال (صدای فراگیر)
4. فرمت‌های پخش صدا MP3 / WAV / eAAC+ / WMA / FLAC
5. فرمت‌های پخش تصویر MP4 / H.264 / H.263 / WMV
6. دارای قابلیت خواندن کتاب الکترونیک با فرمت‌های:Word, Excel , PowerPoint , PDF
7. قابلیت ویرایش فایل‌های صوتی و تصویری
8. قابلیت شناسایی و تصحیح کلمات به اشتباه تایپ شده فارسی
9. حسگرها: شتاب سنج، حسگر مجاورتی، قطب نما
10. مرورگر وب: WAP 2.0/xHTML , HTML5 , RSS feeds
11. شبکه‌های تحت ساپورت:

- شبکه 2G GSM ۸۵۰ / ۹۰۰ / ۱۸۰۰ / ۱۹۰۰
- شبکه 3G HSDPA ۸۵۰ / ۹۰۰ / ۱۷۰۰ / ۱۹۰۰ / ۲۱۰۰